# Acer Liquid Zest Plus
Acer Liquid Zest Plus è uno smartphone Android a 2 SIM + Slot MicroSD prodotto da Acer.

## Caratteristiche
Sono presenti vari sensori, quali:
- Accelerometro
- Giroscopio
- Magnetometro/Bussola
- Sensore di prossimità
- Sensore di luminosità

Sono inoltre presenti GPS con A-GPS, ciò permette l'uso di vari navigatori presenti nel negozio Android, inoltre è presente di serie il navigatore Acer NAV (e relative mappe scaricabili), DLNA, Tethering (Wi-Fi, Bluetooth, USB) e USB OTG.
Il DAC interno con certificazione DTS-HD Premium Sound, permette anche grazie al relativo equalizzatore un suono molto cristallino
Lo smartphone pur disponendo di un processore a 64bit, il sistema operativo è installato nella versione a 32bit.

## Confezione
All'interno della confezione di vendita troviamo:
- cavo dati Micro USB
- auricolari stereo con microfono e tasti volume e play/pausa a connessione cablata tramite jack 3 canali da 3.5 millimetri
- caricatore da viaggio del tipo rapido da 15W[2]

## Estetica
La scocca del dispositivo è interamente in policarbonato con guscio posteriore e maschera anteriore colorati e cornice grigio metallizzata, mentre lo schermo è protetto da un vetro temprato, senza tasti fisici, sulla parte superiore del vetro è presente la fotocamera e il foro circolare della cassa frontale
Sul lato destro è presente il bilanciere del volume e il tasto spegnimento, sul lato superiore c'è il jack da 3,5mm per le cuffie, sul lato inferiore c'è il connettore MicroUSB e il foro per il microfono, mentre sul lato sinistro non è presente nulla.
Posteriormente nella parte alta è presente la fotocamera principale con led e il sensore a laser, poco più giù vi è il secondo microfono per la soppressione del rumore, mentre nella zona bassa è presente la cassa altoparlante, la quale tramite un mini gradino presente sulla scocca non viene parzialmente ammutolita se si appoggia il telefono sul tavolo rigido con schermo in alto, una minisporgenza del guscio posteriore ne evita la totale occlusione.

## Funzionalità
Per l'inserimento della SIM e della microSD è necessario rimuovere il guscio colorato posteriore, mentre la batteria non è amovibile dall'utente.
Il dispositivo dispone un sistema FlipUI, che tramite la protezione a flip dello schermo, protezione munita di finestra, permette varie funzioni che permettono l'uso del dispositivo senza scoprire lo schermo, inoltre nel caso il dispositivo non sia utilizzato con la flip, è possibile attivare delle funzioni direttamente da schermo spento e telefono addormentato, semplicemente disegnando delle lettere con le dita (V=chiamata, C=camera, I=sblocco, Z=musica).

## Disponibilità e costo
Il Liquid Zest Plus è disponibile nei negozi da Agosto 2016 al prezzo di lancio di 199€ nelle colorazioni bianco, blu cobalto.